# Фарід Закарія
Фарід Рафік Закарія (англ. Fareed Rafiq Zakaria; нар. 20 січня 1964, Мумбаї, Махараштра, Індія) — американський журналіст індійського походження, один з найбільш впливових і популярних американських політичних аналітиків, експерт в області міжнародних відносин; редактор тижневика Newsweek International.

## Кар'єра
Після керівництва дослідницьким проектом по американській зовнішній політиці в Гарварді, Закарія став головним редактором журналу «Foreign Affairs». У жовтні 2000 року його призначили редактором журналу Newsweek International і тепер він веде там щотижневу колонку з міжнародних справ. Закарія писав на різні теми для «New York Times», «The Wall Street Journal», «The New Yorker» і «Slate».
Закарія є автором книг «From Wealth to Power: The Unusual Origins of America's World Role» (Прінстон, 1998), «The Future of Freedom (англ.)» (Нортон, 2003) і «The Post-American World» (англ.) (2008), а також співредактором» The American Encounter: The United States and the Making of the Modern World» (Basic Books). Закарія був новинним аналітиком на телеканалі АВС в програмі «This Week with George Stephanopoulos» (англ.) (2002—2007); створив щотижневу новинну ТВ-програму «Foreign Exchange with Fareed Zakaria» (англ.) на телеканалі PBS (2005—2008); його щотижнева програма «Fareed Zakaria GPS» (англ.) («Global Public Square») була показана вперше на CNN в червні 2008 року і транслюється з тих пір щонеділі після полудня.

## Ранні роки
Закарія народився в індійському місті Мумбаї в мусульманській сім'ї. Його батько, Рафік Закарія, займався політикою, був членом Індійського Національного Конгресу та ісламським вченим. Мати Фаріда, Фатіма Закарія, деякий час була редактором журналу The Times of India. Закарія відвідував школу при Соборі Джона Коннона в Мумбаї. Він отримав ступінь бакалавра мистецтв в Єльському університеті, де був президентом Єльського Політичного Союзу, а пізніше, в 1993 році, отримав ступінь доктора філософії Гарвардського університету, де займався політологією під керівництвом Самюеля П. Хантінгтона і Стенлі Хоффмана.

## Діяльність

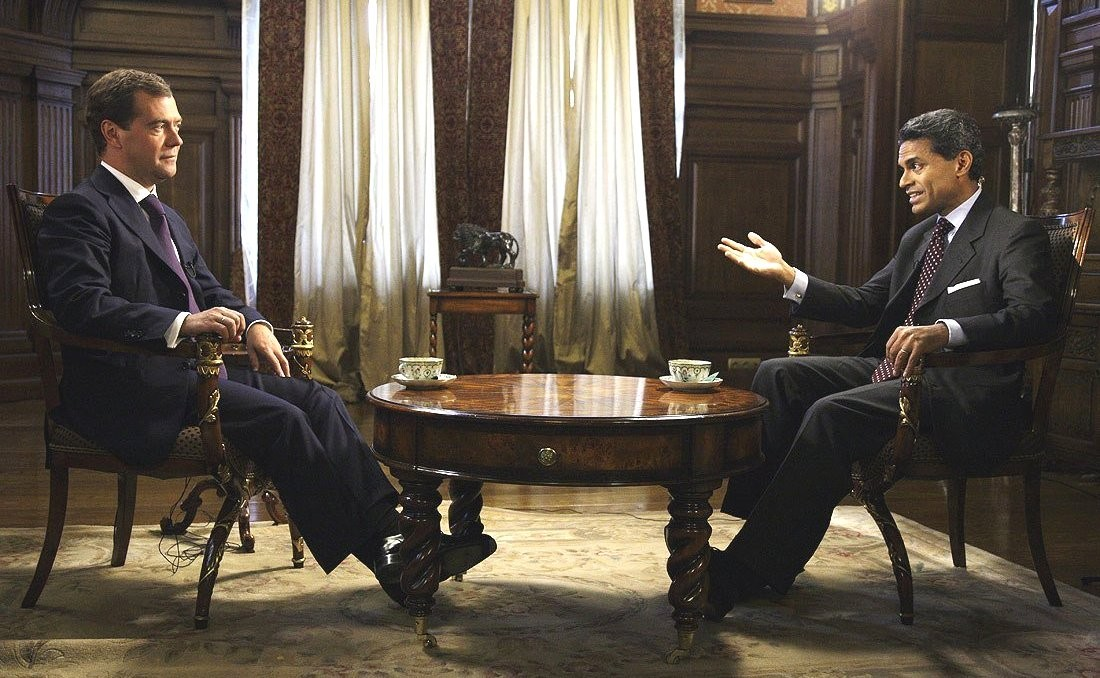
Закарія бере інтерв'ю у Дмитра Медведєва

Закарію називали і політичним лібералом, і консерватором, і людиною поміркованих поглядів. Причиною цього є те, що в 1980-ті він підтримував Рейгана, але в 1990-і різко змінив свої політичні переконання на «ліві». Сам він вважає себе центристом. Джордж Стефанополос в 2003 році сказав про нього: «Він настільки обізнаний в політиці, що його неможливо передбачити. Я ніколи не можу бути впевненим в тому, що він скаже чи зробить». У лютому 2008 року Закарія написав, що «консерватизм був такий сильний в 70-е і 80-е, тому що пропонував рішення на питання того часу», а «нова епоха вимагає нового мислення». Він підтримував Барака Обаму під час його передвиборної кампанії. У січні 2009 року журнал «Форбс» назвав Закарію одним з 25 найбільш впливових лібералів в американських ЗМІ. Закарія намагається не відносити себе до будь-якого виду ідеології. «Я вважаю, що частиною моєї роботи є не прийняття будь-чиєї сторони, але пояснення всього, що відбувається, незалежно. Я ніколи не буду підтримувати навіть свою команду, якщо вони будуть робити неправильні речі» — говорить він. У своїй книзі він пише, що демократія процвітає в тих країнах, де суспільний лад підтримується конституційним лібералізмом.
Після 11 вересня Закарія заявив в статті «Why They Hate Us» в журналі Newsweek, що ісламський екстремізм викликаний застоєм і функціональними порушеннями в арабському світі.
Закарія бореться за те, щоб створити відкрите і динамічне суспільство в арабських країнах і тим самим допомогти ісламу увійти в сучасний світ.
Закарія підтримував початкову стадію вторгнення в Ірак в 2003 році. У той час він говорив: «Це місце прогнило … А зміна влади це добре. Залучення американської армії до добра». Він виступав за операції, санкціоновані ООН, з набагато більшими силами (приблизно 400 000 солдатів), ніж передбачала адміністрація президента Джорджа Буша. Після вторгнення він часто критикував окупацію Іраку. У пресі він часто висловлював думку про те, що функціонуюча демократична система в Іраку стала б новою моделлю арабської політики, але ціна вторгнення і окупації була занадто високою і не виправдовує вжиті заходи.
У 2008 році виступив з критикою Джона Маккейна, який виступав за вигнання Росії з «Великої вісімки». У 2014 році ця позиція була піддана критиці.

## Дослідження
| Ліві лапки | На відміну від демократії, заснованої на принципі виборности органів влади, яка у випадку багатьох країн призводила до виникнення неліберальних режимів, конституційний лібералізм, що лежить в основі західного суспільства, уґрунтований на принципах верховенства закону й захисту прав і свобод людини від зазіхання влади | Праві лапки |

Закарія є фахівцем з міжнародних відносин, зокрема, предметом його досліджень останнім часом був Ірак.

На думку Фаріда, встановлення демократичних режимів в країнах, що розвиваються, зокрема в Іраку, має передувати укорінення там правових інститутів конституційного лібералізму.
| Ліві лапки | Може, ви ще не усвідомили, що в нас з’явився 51-й штат, але так є. Він називається Ірак. | Праві лапки |

Основна думка, яку Закарія намагається донести до людей, полягає в тому, що в свідомості людей, що населяють сучасний західний світ, відбувається страшне змішання сенсу демократії і лібералізму, лібералізму і свободи, свободи і справедливого політичного устрою. Також Закарія, досить чітко пояснює причину ісламського тероризму в сучасному світі. В Іраку, Саддам Хусейн не дозволяв створювати ліберальні і консервативні партій, в Іраку не було ні демократів, ні республіканців. Але, як і інші лідери близькосхідних країн, Саддам Хусейн не міг закрити мечеті або піддавати гонінням старійшин, і саме через це, коли його режим впав, мечеті залишилися єдиним центром впливу.
| Ліві лапки | Єдине місце на Близькому Сході, де ви не можете заборонити людям збиратися разом — це мечеть. Саме тому мечеті стали центрами невдоволення та екстремізму, а релігія стала в регіоні ідеологією політичної опозиції. | Праві лапки |

## Критика
У цілому, про роботи Фаріда Закарії, авторитетні видавництва, відомі політики, і взагалі, «народ», відгукується добре. Особливо затятих супротивників робіт Закарії немає. Так, наприклад, відоме американське видання говорить про нього так: У передмові до книги «Майбутнє свободи: неліберальна демократія в США і за їх межами» В. Іноземцев, відгукується про Фаріда:

Для Фаріда Закарії демократія не є ні самоціллю, ні втіленням суспільно-політичного досконалості — в першу чергу тому, що вона характеризує форму правління, а не глибинні риси соціальної організації.

Так само, В. Іноземцев порівнює погляди Закарії, з поглядами давньогрецьких філософів — Аристотеля, Платона, але не критикуючи Закарію, а навпаки, погоджуючись з ним, підтримуючи його думку.

Свого часу ще Платон називав тимократію, олігархію, демократію і тиранію чотирма «формами організації держави», а Арістотель ще більш категорично стверджував, що існують три основні форми правління — монархія, аристократія і політія, і три «похідні від них, збочені форми» — тиранія, олігархія і демократія, хоча іноді згадував і інші, наприклад, охлократію … Але це очевидна схожість логіки поглядів сучасного американського аналітика і класика давньогрецької філософії анітрохи не принижує значення зробленого Ф. Закарією дослідження; навпаки, воно зайвий раз доводить наступність суспільного розвитку і плідність переосмислення ідей, що йдуть з глибини століть.

## Особисте життя
Фарід Закарія є натуралізованим громадянином США. На даний момент, він проживає в Нью-Йорку зі своєю дружиною, Паулою Закарія, сином Омаром, і двома дочками — Лілою і Софією.

## Нагороди
Фарід Закарія був удостоєний премії «India Abroad» в номінації Персона 2008 року, в березні 2009, в Нью-Йорку.
Також Фарід отримав почесні звання таких престижних закладів, як Університет Маямі, Оберлінський коледж, Бейтс коледж, Браунський університет.

### Державні нагороди
- Орден «За заслуги» III ст. (Україна, 23 серпня 2022) — за значні особисті заслуги у зміцненні міждержавного співробітництва, підтримку державного суверенітету та територіальної цілісності України, вагомий внесок у популяризацію Української держави у світі[7]

## Книги

### Англійською мовою
- Fareed Zakaria, (W.W. Norton & Company; 2008) ISBN 0-393-06235-X
- Fareed Zakaria, (W.W. Norton & Company; 2003) ISBN 0-393-04764-4
- From Wealth to Power, Fareed Zakaria, (Princeton University Press; 1998) ISBN 0-691-04496-1
- The American Encounter: The United States and the Making of the Modern World Essays from 75 Years of Foreign Affairs, edited by James F. Hoge and Fareed Zakaria, (Basic Books; 1997) ISBN 0-465-00170-X

### Російською мовою
- Закария Ф. — М.:Европа, 2009—280 с.